# Котора коста-риканський
Котора коста-риканський (Pyrrhura hoffmanni) — вид папугоподібних птахів родини папугових (Psittacidae). Мешкає в Коста-Риці і Панамі.

## Опис

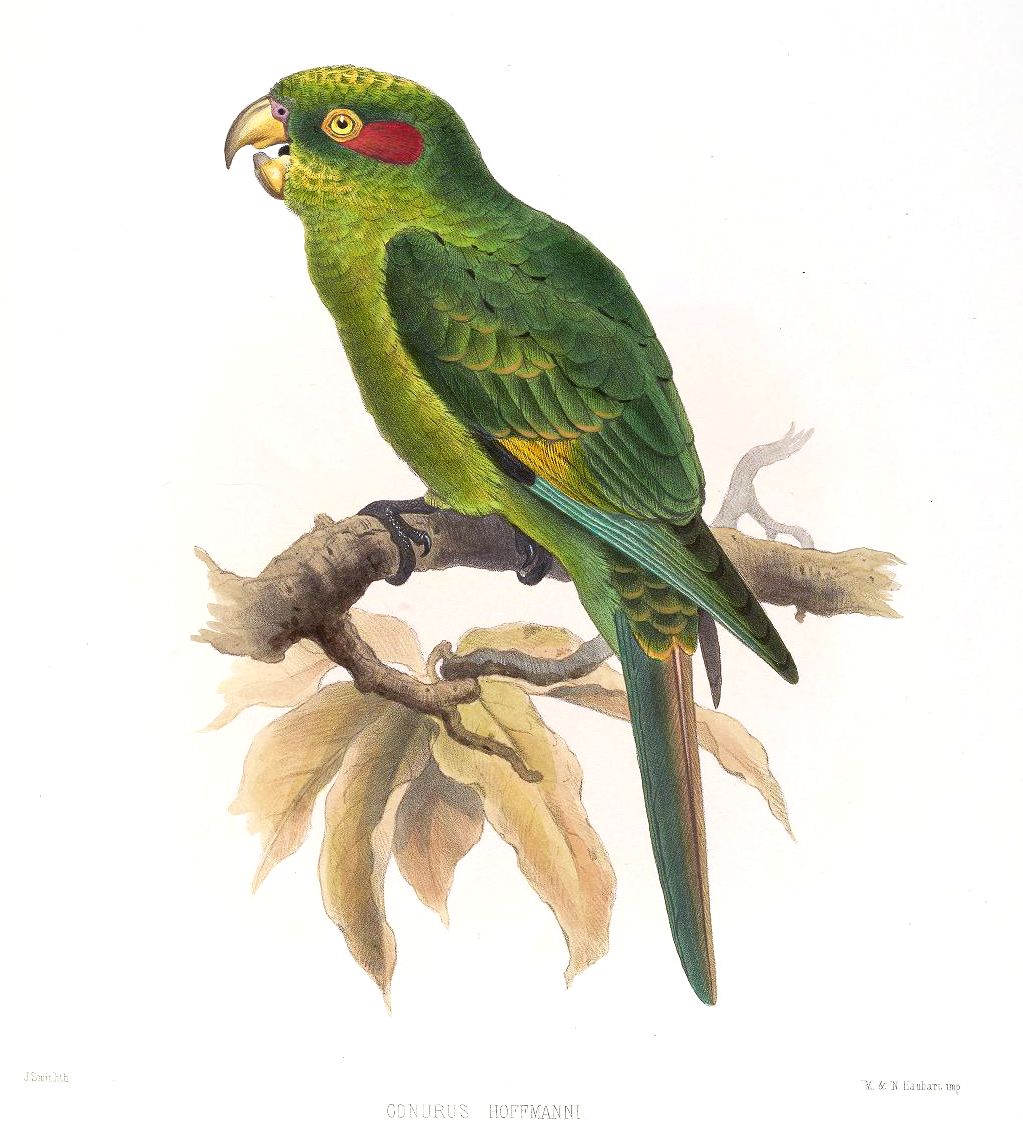
Коста-риканський котора

Довжина птаха становить 23-24 см, вага 75-84 г. Забарвлення переважно зелене. Пера на голові і грудях мають оранжево-жовті краї, що формують лускоподібний візерунок. На скронях червоні плями, хвіст знизу тьмяно-червоний. Першорядні махові пера сині, на нижній стороні крила є жовті смуги, помітні в польоті. Виду не притаманний статевий диморфізм. Молоді птахи мають менш яскраве забарвлення, жовті плями на крилах у них менші.

## Підвиди
Виділяють два підвиди:
- P. h. hoffmanni (Cabanis, 1861) — гори на півдні Коста-Рики;
- P. h. gaudens Bangs, 1906 — гори на заході Панами.

## Поширення і екологія
Коста-риканські котори живуть у вологих гірських і рівнинних тропічних лісах, на висоті від 1200 до 3000 м над рівнем моря. Зустрічаються зграйками від 5 до 15 птахів. Живляться плодами і насінням, зокрема плодами фікусів. Гніздяться в дуплах дерев, зокрема в покинутих дуплах дятлів, на висоті від 8 до 20 м над землею.